# ويليام فريدريك باتيسون
ويليام فريدريك باتيسون (بالإنجليزية: William Frederick Pattinson)‏ هو شخصية أعمال أسترالي، ولد في 1889، وتوفي في 1970.